# 13 Gwardyjska Dywizja Strzelecka
13 Połtawska Gwardyjska Dywizja Strzelecka odznaczona Orderem Lenina, dwukrotnie Orderem Czerwonego Sztandaru, Orderem Suworowa i Kutuzowa (ros. 13-я гвардейская стрелковая Полтавская ордена Ленина дважды Краснознамённая орденов Суворова и Кутузова дивизия) – związek taktyczny (dywizja) Armii Czerwonej i Armii Radzieckiej.

## Historia i szlak bojowy
Utworzona w styczniu 1942 roku na bazie 87 Dywizji Strzeleckiej (drugiego formowania) pod dowództwem bohatera wojny hiszpańskiej gen.-mjra Aleksandra Rodimcewa. Dywizja poniosła ciężkie straty w drugiej bitwie o Charków. Odbudowana jednostka w ramach 62 Armii w połowie września przystąpiła do bitwy stalingradzkiej, w której wyróżniła się podczas kilkumiesięcznych walk miejskich w centrum miasta i pod Kurhanem Mamaja. Po zakończeniu bitwy na początku lutego dywizja została wycofana w celu reorganizacji i w lipcu 1943 roku dołączyła do 5 Gwardyjskiej Armii, z którą spędziła resztę wojny. Dywizja brała udział w bitwie pod Kurskiem i późniejszej ofensywie przez Ukrainę, gdzie pod dowództwem gen. Gleba Bakłanowa zdobyła Połtawę, za co otrzymała miano dywizji Połtawskiej. Następnie przeszła przez Polskę w ramach operacji wiślańsko-odrzańskiej i zdobyła Drezno w ostatnich dniach wojny.
Po zakończeniu wojny dywizja została zreorganizowana jako 13 Gwardyjska Dywizja Zmechanizowana. Weszła w skład sowieckich sił okupacyjnych w Austrii i służyła tam aż do wycofania sił radzieckich z tego kraju w 1955 roku. Następnie została rozwiązana i włączona do 39 Dywizji Zmechanizowanej, którą przemianowano na 39 Gwardyjską Dywizję Zmechanizowaną w celu kontynuowania tradycji 13 Gwardyjskiej Dywizji. Jednostka brała udział w stłumieniu powstania na Węgrzech w 1956 roku i stacjonowała tam przez resztę zimnej wojny. W 1957 roku przekształcono ją na 21 Gwardyjską Dywizję Pancerną, a w 1965 roku przywrócono jej wojenny numer jako 13 Gwardyjska Dywizja Pancerna. Po przemianach politycznych 1989 roku dywizja została wycofana na Krym i tam rozwiązana w ramach redukcji wojsk sowieckich.